# ベイビー・イッツ・ユー
「ベイビー・イッツ・ユー」（Baby It's You）は、マック・デヴィッドとルーサー・ディクソン（名義はバーニー・ウィリアムス）が作詞、バート・バカラックが作曲を手がけた楽曲である。シュレルズやビートルズによってレコーディングされ、いずれもシングルチャートにランクインした。1969年にはスミスによってカバーされ、Billboard Hot 100で本作の最高位となる5位を記録した。

## オリジナル・バージョン
1961年にアメリカの女性R&Bコーラス・グループであるシュレルズのシングルとして発売され、楽曲の作者の1人であるルーサー・ディクソンがプロデュースを手がけた。シュレルズのシングル盤は、Billboard Hot 100で最高位8位を記録し、ポップ・アンド・R&Bチャートで上位10位以内にチャートインするヒットを記録した。
カナダでは1961年12月に発売され、CHUMチャートに4週連続でチャートインし、1962年1月に最高位18位を記録した。本作は、シングル発売後に発売された同名のアルバムにも収録された。
『オールミュージック』のマシュー・グリーンウォルドは、「ヴァースにおける短調から長調への転調が美しい」「バカラックとデヴィッドのソングライティングチームの最もソウルフルな楽曲の1つで、この曲が持つダークでメランコリックな雰囲気は、このソングライティングチームのトレードマークとなっていった」と評している。

## ビートルズによるカバー
ビートルズは、1961年から1963年にかけてライブで「ベイビー・イッツ・ユー」を演奏していた。1963年2月11日にEMIレコーディング・スタジオでジョージ・マーティンのプロデュースのもとで録音が行われ、2月20日にマーティンによってチェレスタのソロがオーバー・ダビングされた。ビートルズによるカバー版は、1963年に発売されたイギリス盤公式オリジナル・アルバム『プリーズ・プリーズ・ミー』に収録された。同作には同じくシュレルズのカバー曲である「ボーイズ」も収録されている。アメリカでは、ヴィージェイ・レコードから発売された『Introducing... The Beatles』や『Songs, Pictures And Stories Of The Fabulous Beatles』に収録されたのち、キャピトル・レコードから発売された『ジ・アーリー・ビートルズ』に収録された。ビートルズによるカバー版は、シュレルズ・バージョンとは異なり、1番ではなく2番の歌詞を繰り返すという構成になっている。
1963年6月1日にBBCラジオの番組『Pop Go the Beatles』用に演奏が録音され、同月11日に放送された。当時の演奏は、1994年に発売された『ザ・ビートルズ・ライヴ!! アット・ザ・BBC』に収録された後、1995年にシングル・カットされた。なお、シングル収録テイクは、アルバム収録テイクよりも低音域が強調されたミックスになっている。シングル盤には「ベイビー・イッツ・ユー」の他に、未発表となっていたBBCセッションでの演奏から「アイル・フォロー・ザ・サン」、「デヴィル・イン・ハー・ハート」、「ボーイズ」の3曲が収録された。シングル盤は、全英シングルチャートで最高位7位、Billboard Hot 100で最高位67位を記録した。
1963年にケビン・ニールがBBCパリ・シアターの外で踊るメンバーを撮影した映像で構成されたミュージック・ビデオが、シングルの宣伝用に制作されており、2015年に発売された『ザ・ビートルズ 1+』に収録された。

### クレジット
※出典
- ジョン・レノン - ボーカル、アコースティック・ギター（ギブソン・J-160E）
- ポール・マッカートニー - ベース（ヘフナー・500-1）、バッキング・ボーカル
- ジョージ・ハリスン - エレクトリック・ギター（グレッチ・デュオ・ジェット）、バッキング・ボーカル
- リンゴ・スター - ドラム（プレミア（英語版）社のデュオプラスティック製）
- ジョージ・マーティン - チェレスタ

### シングル盤収録曲
| #         | タイトル                                             | 作詞・作曲                       | リード・ボーカル       | 時間 |
| --------- | ---------------------------------------------------- | -------------------------------- | ---------------------- | ---- |
| 1.        | 「ベイビー・イッツ・ユー」(Baby It's You)            | バカラック/デヴィッド/ディクソン | ジョン・レノン         | 2:44 |
| 2.        | 「アイル・フォロー・ザ・サン」(I'll Follow the Sun)  | レノン＝マッカートニー           | ポール・マッカートニー | 1:52 |
| 3.        | 「デヴィル・イン・ハー・ハート」(Devil in Her Heart) | ドラプキン                       | ジョージ・ハリスン     | 2:24 |
| 4.        | 「ボーイズ」(Boys)                                   | ディクソン/ファレル              | リンゴ・スター         | 2:29 |
| 合計時間: | 合計時間:                                            | 合計時間:                        | 合計時間:              | 9:29 |

### チャート成績
| チャート (1995年)                        | 最高位 |
| ---------------------------------------- | ------ |
| オーストラリア (ARIA)                    | 33     |
| ベルギー (Ultratop 50 Flanders)          | 43     |
| デンマーク (IFPI)                        | 8      |
| フィンランド (Eurochart Hot 100)         | 17     |
| ドイツ (GfK Entertainment charts)        | 94     |
| アイルランド (IRMA)                      | 12     |
| 日本 (オリコン)                          | 33     |
| オランダ (Single Top 100)                | 44     |
| ニュージーランド (Recorded Music NZ)     | 30     |
| スコットランド (Official Charts Company) | 5      |
| UK シングルス (OCC)                      | 7      |
| US Billboard Hot 100                     | 67     |

## スミスによるカバー
スミスによるカバー・バージョンは、1969年にダンヒル・レコードより発売された1作目のオリジナル・アルバム『A Group Called Smith』に収録された。全編にわたってジミー・ハスケルがアレンジを手がけたホーンがフィーチャーされている。シングルとしても発売され、Billboard Hot 100で最高位5位を記録した。後にクエンティン・タランティーノが監督を務めた映画作品『デス・プルーフ in グラインドハウス』の主題歌に起用された。
作家のセレーヌ・ドミニクは、スミスによるカバー・バージョンについて「リード・ボーカルのゲイル・マコーミックのジャニス・ジョプリンを思わせる歌声が印象的」と評している。